# Маркт-Ерльбах
Маркт-Ерльбах (нім. Markt Erlbach) — громада в Німеччині, розташована в землі Баварія. Підпорядковується адміністративному округу Середня Франконія. Входить до складу району Нойштадт-на-Айші–Бад-Віндсгайм.
Площа — 60,90 км2. Населення становить 5703 ос. (станом на 31 грудня 2020).